# Angeleyes
Angeleyes, är en poplåt inspelad och framförd av den svenska musikgruppen Abba. Text och musik skrevs av gruppmedlemmarna Benny Andersson och Björn Ulvaeus. Sången sjöngs in av de övriga medlemmarna Agnetha Fältskog och Anni-Frid Lyngstad.

## Historia
Inspelningen av låten påbörjades 26 oktober 1978 och den tidigaste demoinspelningen hade arbetsnamnet Katakusom. 1979 togs låten med på albumet Voulez-Vous. Under 1980 fanns planer på att spela in låten med spansk text, i samband med inspelningen av albumet Gracias Por La Música, men idén förkastades. 
Epic Records, som gav ut Abba:s skivor i Storbritannien, trodde att Angeleyes hade större hitpotential än den planerade singeln med Voulez-Vous varför de beslöt att släppa singeln som dubbel A-sida. I många andra länder gavs Voulez-Vous ut som A-sida med Angeleyes som B-sida. Dock fick Voulez-Vous mer speltid i radio och är än idag mest berömd av dem båda. 
Den dubbla A-sidan lyckades nå tredjeplatsen på den officiella brittiska singellistan Music Week för BBC. Samtidigt släppte gruppen Roxy Music en singel vid namn Angel Eyes som placerade sig lägre. Det anses dock inte ha rått någon förvirring bland skivköparna singlarna emellan.
Vid tiden för singelns lansering publicerades även andra singellistor än Music Week, däribland New Musical Express och Melody Maker. Listorna skilde sig ofta, men sällan mer än en-två placeringar. Angeleyes/Voulez-Vous nådde tredje plats på Music Week, medan den på andra listor nådde plats nio och på vissa listor placerade den sig utanför topp 10. BBC Radio 1 bekräftade att motsägelse rådde, men tredjeplatsen gäller än som den officiella placeringen för singeln.
Medan Voulez-Vous togs med på samlingsskivan Abba Gold 1992 togs Angeleyes med på uppföljaren More Abba Gold 1993. 

### Listplaceringar
| Lista (1979)   | Topplacering |
| -------------- | ------------ |
| Storbritannien | 3            |